# Zona Cesarini (album)
Zona Cesarini è il primo album di Giorgio Conte, pubblicato nel 1982 dalla Ariston Records in formato LP.

## Tracce
1. Tarzan
2. E intanto io ti guardo
3. Andiamo a prenderci un tè
4. L'arredatore
5. I campanelli
6. Zona Cesarini
7. Niagara
8. Vattene a cuccia
9. La discesa e poi il mare
10. Come una casalinga

## Formazione
- Giorgio Conte – voce, pianoforte
- Dino D'Autorio – basso
- Ellade Bandini – batteria
- Claudio Bazzari – chitarra
- Gianni Zilioli – fisarmonica
- Massimo Salerno – tastiera
- Maurizio Preti – percussioni
- Sergio Almangano – violino
- Giorgio Baiocco – sassofono tenore